# Кузин, Юрий Владимирович
Юрий Владимирович Кузин (род. 17 ноября 1962, Львов) — российский кинорежиссёр
, прозаик и философ.

## Биография
В 1988 году организовал и провёл во Львове Всесоюзный круглый стол «Взгляд», посвящённый творчеству Андрея Тарковского, где на базе Союза кинематографистов СССР было учреждено научное Общество Андрея Тарковского, которое существовало до сентября 1991 года. В 1992 году по предложению Романа Виктюка написал сценарий по роману Леопольда Захер-Мазоха «Венера в мехах». В течение 12 лет поступал во ВГИК, пока в 1994 году не был принят в режиссёрскую мастерскую Владимира Хотиненко — на платной основе, как гражданин Украины. Первый курс обучения ему оплатили Хотиненко и Владимир Репников. На втором курсе снял короткометражный фильм «Кавалер розг» о детстве Захер-Мазоха (в главной роли Егор Кочубей). По словам самого Кузина, увидев этот фильм, режиссёр Кшиштоф Занусси пригласил его в Краков на месячную стажировку у Анджея Вайды.
В 1996 году был отчислен из ВГИКа за неуплату, однако сохранил возможность посещать лекции без права на получение диплома. В 1999 году как независимый сценарист, режиссёр и продюсер снял на базе ВГИКа короткометражный фильм «Левша  (Der Linkshänder)» о детстве Адольфа Гитлера с участием Евгения Киндинова (отец) и Андрея И (учитель). В том же году эта работа была удостоена приза «Кентавр» за лучший дебют на Международном кинофестивале «Послание к человеку» и второй премии фестиваля студенческих и дебютных фильмов «Святая Анна». Фильм был также показан на Каннском международном кинофестивале. В 2000 году на XIX кинофестивале ВГИК «Левша» получил приз за лучшую режиссуру игрового фильма. Семилетний Никита Моряков, сыгравший Гитлера-школьника, удостоился Приза Фонда Ролана Быкова «за смелость творческого поиска». Критика отмечала самобытность и достоверность картины. «Кузин не клеймит зло хочет, а его выслушать. „Мы потому перед злом бессильны, что нас не интересуют его аргументы. В этом смысле задача художника — стать адвокатом дьявола“. Пытаясь защитить зло, он покажет его вторую, скрытую сторону, и тогда появится шанс понять его путь и судьбу», — писал о «Левше» Валерий Кичин. В 1999 году Кузин был восстановлен во ВГИКе благодаря гранту на обучение малообеспеченных студентов, предоставленному Никитой Михалковым.
В 2000 году снял четыре рекламных ролика по заказу предвыборного штаба кандидата на выборах президента Российской Федерации Умара Джабраилова. В 2001 году был принят в Союз кинематографистов России.
В 2006 году снял для телеканала НТВ сериал «Столыпин… Невыученные уроки» по мотивам повести Эдуарда Володарского, представив царского премьера-реформатора «человеком Возрождения», «как Лютер, как Пётр I». Режиссёрская трактовка показалась одним критикам идеализированной и упрощённой. Другие, напротив, увидели в этом телесериале «жанровый прорыв в погром», вызвавший возмущение в израильской прессе и заслуженно задвинутый в самое несмотрибельное время, когда сериалы глотают только «прикованные к постели инвалиды, которых сиделка грузит телевизором наравне с психотропными препаратами».
В 2022 году опубликовал в журнале «Москва» основанную на автобиографическом материале повесть «Люцифериада», в которой студенту ВГИКа, снимающему короткометражку о детстве Гитлера, берётся помочь сам Люцифер. «Кинорежиссёр в красках повествует о своих социальных мытарствах на поприще искусства и попутно излагает свою религиозно-этическую концепцию творческой личности», — отмечал критик Василий Геронимус, уподобляя автора Жану-Полю Сартру. По мнению критика Александра Медведева, в поисках возможностей расширения жанровых границ автор «Люцифериады» заходит слишком далеко, и «любопытная история теряет цельность восприятия». Расширенный вариант произведения под общим названием «Тринокуляр», включающий наряду с «Люцифериадой» философско-богословские «трактаты» «Тринокуляр» и «А-типичная ангелология: travelling серафима/zoom сатаны» (в редакции журнала «Москва» фрагменты этих трактатов были встроены в текст повести) вышел в 2023 году в орловском журнале «Русское поле»; трактат по богословию «А-типичная ангелология: travelling серафима/zoom сатаны» также опубликован в журнале «Невский проспект» (№ 13, июнь 2024). Из других литературно-философских сочинений Кузина эссе «Хайдеггер как фотомодель/или как таскать тигра за хвост и не быть съеденным» получил первое место в номинации «Гигантомахия» на Международном конкурсе философских эссе «Проходящий сквозь стену» от Художественного музея Эрнста Неизвестного.
В 2024 году Юрий Кузин представил в Cанкт-петербургском Доме кино свою новую работу, полнометражный художественный фильм «Хайдеггер», а также заново отредактированную версию фильма «Левша». В 2025 году короткометражку номинировали как «лучший короткометражный фильм» на Nepal America International Film Festival (Мэриленд, США) и наградили Призом жюри на Folkestone Film Festival (Фолкстон, графство Кент, Великобритания). Параллельно «Хайдеггер» попал в конкурс парагвайского международного Кинофестиваля в Сан-Лоренсо, стал финалистом Международного киносмотра российского кино в Южной Африке (2025), был отобран итальянским жюри в номинации лучший «фильм» для конкурсного показа на Международном гастрольном кинофестивале (Италия, Рим) и стал номинантом в категории «лучший независимый фильм» 11-й церемонии CIFA (Чили). Успешным для Кузина оказался и МКФ «БУДЬ! Россия», проходивший в Кронштадте, где «Хайдеггер» получил главный приз в номинации «лучший экспериментальный фильм». В интервью журналу ВТОРНИК режиссёр признался, что намеренно не стал делать байопик, как Дерек Джармен, снявший «Витгенштейна», и экранизировал концепты экзистенциальной философии на примере собственных жизненных мытарств. Это и позволило вытащил на поверхность демоническое, ведь «зло, которому я надеялся намять бока, смеялось мне в лицо тремя рядами акульих зубов… А всё потому, что нет зла чужого, зло моё a priori. Ведь падшему духу не нужен посторонний. Падший дух счастлив со мной. Падший дух — однолюб…» 

## Фильмография

### Режиссёр и кинодраматург
- 1999 — Левша (нем. Der Linkshänder) в первой редакции
- 2002 — Ковчег (по мотивам киноповести Геннадия Шпаликова «Причал»)[29]
- 2006 — Столыпин… Невыученные уроки (14 серий)
- 2024 — Левша (нем. Der Linkshänder) во второй редакции
- 2024 — Хайдеггер

### Документалист
- 2008 — «Гумилёв против диктатуры» (47 минут, докудрама), «Ахматова против Сталина» (47 минут, докудрама), «Маннергейм против Гитлера» (47 минут, докудрама), «ЦРУ против Берии» (47 минут, докудрама) — четыре документальных фильма с игровыми реконструкциями из цикла «Живая история» («Новая версия») для ТРК «Петербург-Пятый канал». Автор сценария и ведущий Лев Лурье.

## Философско-богословские трактаты
- 2020 — «Мысль: запрет Парменида/своеволие Горгия: часть 1»[30]
- 2021 — «Молитва Господня», эссе (публикация № 1)[31]
- 2021 — «Молитва Господня», эссе (публикация № 2)[32]
- 2021 — «Что бы увидел сеятель Христа, укрывшись в пещере Платона от непогоды» (эссе, первая редакция)[33]
- 2024 — «А—типичная ангелология: travelling серафима/zoom сатаны» (трактат по богословию)[34]
- 2025 — «Тринокуляр» (книга, закрывающая дело философии). В журнальном варианте: опубликована в орловском журнале «Русское поле» (2023 г.). В варианте видео-книги издаётся на платформе № 1[35], на платформе № 2[36], на платформе № 3[37]
- 2025 — «Хайдеггер как фотомодель/или как таскать тигра за хвост и не быть съеденным» (статья УДК:111.1, DOI:10.33920/nik-01-2503-02), научный журнал ВАК «Вопросы культурологии», № 3, 2025 (первая редакция научной статьи)[38]
- 2025 — «Хайдеггер как фотомодель/или как таскать тигра за хвост и не быть съеденным» (статья УДК:111.1, DOI: 10.15643/libartrus-2025.1.3), научный журнал ВАК «Российский гуманитарный журнал», № 1, 2025 (окончательная редакция научной статьи)[39]
- 2025 — ««Christina's World» Эндрю Ньюэлла Уайета или что бы увидел сеятель Христа, укрывшись в пещере Платона от непогоды» (эссе, окончательная редакция) (статья УДК:111.1, DOI:10.33920/nik-01-2506-02), научный журнал ВАК «Вопросы культурологии», № 6, 2025 [40]. Кинофильм по эссе [41]

## Проза
- 2015 — «Глаза с поволокой (портрет Сергея Довлатова)». Рассказ[42]
- 2015 — «Аксинин как приключение». Эссе[43]
- 2016 — «Ёлоп». Рассказ[44][45]
- 2022 — «Люцифериада». Повесть[46]
- 2024 — «Смерть — лёгкий перекус». Рассказ[47]
- 2024 — «Хоругвеносцы». Рассказ[48]

Мемуар
- 2022 — Юрий Кузин: «Монолог» в 22-х частях, по 30 минут каждая: опыт само-описания/ауто-дескрипции как In-der-Welt-sein[49]